# 547
547(오백사십칠)은 546보다 크고 548보다 작은 자연수다.

## 수학
- 101번째 소수(素數)다. 앞의 소수는 541, 다음 소수는 557이다.
  - 26번째 슈퍼 소수로, 547의 소수 순번인 101도 소수다. 앞의 슈퍼 소수는 509, 다음은 563이다.
- 14번째 중심있는 육각수다. 앞의 중심있는 육각수는 469, 다음은 631이다.
- 13번째 중심있는 칠각수다. 앞의 중심있는 칠각수는 463, 다음은 638이다.

## 과학·기술
- NGC 547(영어판): 고래자리에 있는 은하.
- 547 프락세데스(영어판): 소행성.
- 포르쉐 547 엔진(영어판)

## 교통

### 철도
- 수도권 전철 5호선 천호역의 역번호.

### 도로
- 현도 제547호선

## 군사
- 아브로 547(영어판): 제1차 세계 대전에 사용된 복엽 폭격기.
- U-547(영어판): 제2차 세계 대전에 사용된 나치 독일의 군용 잠수함.

## 문화유산
- 대한민국의 보물 제547호: 김정희 종가 유물
- 대한민국의 사적 제547호: 창녕 계성 고분군

## 방송
- KT HCN의 BBS 불교방송 채널 번호.

## 기타
- 연도: 547년, 기원전 547년